# Abdoulaye Sissako
Abdoulaye Sissako, né le 26 mai 1998 à Clichy en France, est un footballeur franco-malien qui évolue au poste de milieu défensif au Saint-Trond VV.

## Biographie

### AJ Auxerre
Né à Clichy en France, Abdoulaye Sissako est formé à l'AJ Auxerre, club qu'il rejoint en 2012. Il joue son premier match en professionnel le 9 août 2016, à l'occasion d'une rencontre de coupe de la Ligue face à Bourg-en-Bresse. Une rencontre remportée aux tirs au but par l'AJA.

### LB Châteauroux
Le 4 septembre 2018 Abdoulaye Sissako rejoint librement le LB Châteauroux après avoir résilié son contrat avec l'AJ Auxerre.

### SV Zulte Waregem
Lors de l'été 2019, Abdoulaye Sissako rejoint la Belgique en s'engageant avec le SV Zulte Waregem. 
Il joue son premier match sous ses nouvelles couleurs lors d'une rencontre de championnat face à l'Antwerp le 1er septembre 2019. Il entre en jeu à la place d'Omar Govea et son équipe s'impose par deux buts à zéro. Sissako inscrit son premier but pour le SV Zulte Waregem le 14 décembre 2019, face au K Saint-Trond VV, en championnat. Il entre en jeu et participe à la victoire de son équipe (5-1 score final).

### KV Courtrai
Le 14 août 2023, Abdoulaye Sissako rejoint le KV Courtrai. Il signe un contrat courant jusqu'en juin 2027.

### Saint-Trond VV
À l'issue de la saison 2024-2025, Sissako troque Courtrai, relégué en Challenger Pro League, pour Saint-Trond.

## Vie privée
Abdoulaye Sissako est le frère de Moussa Sissako, footballeur international malien. Son autre frère, Souleymane, est lui son conseiller,. Sa sœur, Assitan Sissako, est consultante et formatrice en affaires .